# Vreni Schneider
Verena Schneider detta Vreni (Elm, 26 novembre 1964) è un'ex sciatrice alpina svizzera.
Si è aggiudicata tre volte la Coppa del Mondo assoluta e undici Coppe di specialità, ripartite tra slalom gigante e slalom speciale. In tutto i suoi successi in Coppa sono stati cinquantacinque, con centouno podi complessivi, cui si aggiungono cinque medaglie olimpiche e sei medaglie mondiali.
Nella stagione 1988-1989 stabilì il record di quattordici vittorie in una singola annata di Coppa del Mondo che durò trent'anni, prima di essere superato da Mikaela Shiffrin nel 2019. Prima atleta a vincere tre medaglie d'oro nello sci alpino ai Giochi olimpici, è stata portabandiera della Svizzera durante la cerimonia di apertura dei XVI Giochi olimpici invernali di Albertville 1992.

## Biografia

### Carriera sciistica

#### Stagioni 1984-1987
Specialista delle prove tecniche ma in grado di farsi valere anche nella velocità, Vreni Schneider ottenne i primi risultati in carriera nella stagione 1983-1984 in Coppa Europa, quando si piazzò al 3º posto nella classifica generale e al 2º in quella di slalom gigante. In Coppa del Mondo ottenne il primo risultato di rilievo il 14 dicembre 1984 sulle nevi di Madonna di Campiglio giungendo 9ª in slalom speciale; pochi giorni dopo, il 17 dicembre, conquistò in slalom gigante il primo podio di carriera a Santa Caterina Valfurva vincendo davanti alla statunitense Tamara McKinney e alla tedesca occidentale Maria Epple. Nella stessa stagione prese parte ai suoi primi Campionati mondiali: nella rassegna iridata di Bormio si classificò 12ª nello slalom gigante.
Nella stagione 1985-1986 in Coppa del Mondo ottenne sette podi con tre vittorie a (Maribor, Oberstaufen e Waterville Valley), si aggiudicò la sua prima Coppa del Mondo di slalom gigante (con 22 punti di vantaggio su Traudl Hächer) e si classificò 3ª nella classifica generale. Convocata per i Mondiali di Crans-Montana 1987, la Schneider conquistò la medaglia d'oro nello slalom gigante e due quarti posti, nel supergigante e nella combinata; in Coppa del Mondo, dopo aver ottenuto undici podi con sei vittorie, concluse la stagione vincendo la seconda coppa di cristallo di slalom gigante (a pari merito con la compagna di squadra Maria Walliser) e piazzandosi al 2º posto nella classifica generale, superata dalla Walliser di 7 punti.

#### Stagioni 1988-1989
Il 1988 vide il dominio della sciatrice ai XV Giochi olimpici invernali di Calgary 1988, sua prima presenza olimpica, dove vinse la medaglia d'oro sia nello slalom gigante sia nello slalom speciale; non concluse invece la combinata. Iniziò nello stesso periodo anche una serie di successi consecutivi (quattordici in totale, record assoluto in Coppa del Mondo) che sarebbe proseguita anche nella stagione successiva. In quel 1987-1988 tuttavia non si aggiudicò alcun trofeo in Coppa del Mondo: nonostante gli otto podi (due le vittorie), si classificò 5ª nella classifica generale, 3ª in quella di slalom gigante e 2ª in quella di slalom speciale, superata di 7 punti dalla vincitrice, l'austriaca Roswitha Steiner.
Nel 1988-1989 si aggiudicò la medaglia d'oro nello slalom gigante e due medaglie d'argento, nello slalom speciale e nella combinata, ai Mondiali di Vail; vinse inoltre la sua prima Coppa del Mondo assoluta, con 115 punti di vantaggio sulla Walliser, e le Coppe di specialità di slalom gigante e di slalom speciale, rispettivamente con 59 punti di vantaggio su Mateja Svet e 90 su Monika Maierhofer. I suoi podi nel massimo circuito internazionale quell'anno furono quindici, con quattordici vittorie.

#### Stagioni 1990-1993
Anche la stagione 1989-1990 fu foriera di successi per la Schneider, che ottenne sei podi (cinque le vittorie) e vinse la Coppa del Mondo di slalom speciale, con 17 punti di vantaggio su Claudia Strobl; in classifica generale fu 6ª. Nel 1991 venne convocata per i Mondiali di Saalbach-Hinterglemm, sua ultima partecipazione iridata, dove conquistò la medaglia d'oro nello slalom speciale, la medaglia di bronzo nella combinata e giunse 7ª nello slalom gigante; vinse inoltre la sua quarta Coppa di slalom gigante (con 34 punti di margine su Anita Wachter) e si piazzò 3ª nella classifica generale di Coppa del Mondo, con otto podi e tre vittorie.
Ai XVI Giochi olimpici invernali di Albertville 1992, dopo esser stata portabandiera della Svizzera durante la cerimonia di apertura, ottenne il 7º posto nello slalom speciale e non completò lo slalom gigante. Tuttavia anche quell'annata si chiuse con la conquista della Coppa di slalom speciale (con 66 punti di vantaggio su Pernilla Wiberg); in classifica generale fu 4ª, con nove podi (cinque le vittorie), e in quella di slalom gigante 2ª, staccata di 175 punti dalla vincitrice, la francese Carole Merle. Anche nel 1992-1993 vinse la Coppa del Mondo di slalom speciale, per la quarta volta, con 6 punti di margine su Annelise Coberger; complessivamente ottenne sei podi con quattro vittorie e in classifica generale si piazzò al 6º posto.

#### Stagioni 1994-1995
Nel 1994 fu al cancelletto di partenza per le sue terze e ultime Olimpiadi, i XVII Giochi olimpici invernali di Lillehammer 1994, e vinse altre tre medaglie: l'oro nello slalom speciale, l'argento nella combinata e il bronzo nello slalom gigante; disputò anche prova di discesa libera, classificandosi 33ª. In Coppa del Mondo quell'anno conquistò quindici podi (tra i quali l'unico della sua carriera in discesa libera, il 16 marzo a Vail alle spalle della fuoriclasse tedesca Katja Seizinger e della canadese Kate Pace) con sette vittorie; vinse la sua seconda Coppa assoluta (sopravanzando la Wiberg di 313 punti) e la quinta di slalom speciale, mentre in quella di slalom gigante fu 2ª, superata di 119 punti dalla Wachter.
La stagione 1994-1995 fu l'ultima per la Schneider, durante la quale aggiunse al suo palmarès dodici podi in Coppa del Mondo (quattro vittorie), la sua terza Coppa del Mondo assoluta (con 6 punti di vantaggio sulla Seizinger), la quinta Coppa di slalom gigante e la sesta di slalom speciale (rispettivamente con 30 punti di vantaggio su Heidi Zeller-Bähler e 205 sulla Wiberg). Il 19 marzo 1995 concluse l'ultima gara in Coppa del Mondo vincendo lo slalom speciale di Bormio davanti alla Wiberg e alla slovena Urška Hrovat e il 26 marzo seguente si laureò per l'ultima volta campionessa svizzera di slalom speciale a Les Crosets, gara con la quale terminò l'attività agonistica.

### Bilancio della carriera
Vreni Schneider è stata per lo sci alpino femminile ciò che Ingemar Stenmark ha rappresentato in campo maschile: ha segnato un'epoca, nonostante la concorrenza agguerrita soprattutto delle connazionali Erika Hess, Michela Figini e Maria Walliser che in quegli anni dominavano la scena mondiale. Ha vinto ogni titolo a sua disposizione con uno stile personale, con una particolare posizione della testa incassata tra le spalle che assumeva anche a causa di un'ernia discale che l'ha afflitta per gran parte della carriera.

### Altre attività
Dopo il ritiro ha aperto una scuola di sci e snowboard e un negozio di articoli sportivi nel suo villaggio natale; si è sposata e ha avuto due figli.

## Palmarès

### Olimpiadi
- 5 medaglie:
  - 3 ori (slalom gigante, slalom speciale a Calgary 1988; slalom speciale a Lillehammer 1994)
  - 1 argento (combinata a Lillehammer 1994)
  - 1 bronzo (slalom gigante a Lillehammer 1994)

### Mondiali
- 6 medaglie:
  - 3 ori (slalom gigante a Crans-Montana 1987; slalom gigante a Vail 1989; slalom speciale a Saalbach-Hinterglemm 1991)
  - 2 argenti (slalom speciale, combinata a Vail 1989)
  - 1 bronzo (combinata a Saalbach-Hinterglemm 1991)

### Coppa del Mondo
- Vincitrice della Coppa del Mondo nel 1989, nel 1994 e nel 1995
- Vincitrice della Coppa del Mondo di slalom gigante nel 1986, nel 1987, nel 1989, nel 1991 e nel 1995
- Vincitrice della Coppa del Mondo di slalom speciale nel 1989, nel 1990, nel 1992, nel 1993, nel 1994 e nel 1995
- 101 podi:
  - 55 vittorie
  - 28 secondi posti
  - 18 terzi posti

#### Coppa del Mondo - vittorie
| Data             | Località                | Paese          | Specialità |
| ---------------- | ----------------------- | -------------- | ---------- |
| 17 dicembre 1984 | Santa Caterina Valfurva | Italia         | GS         |
| 17 marzo 1985    | Waterville Valley       | Stati Uniti    | GS         |
| 6 gennaio 1986   | Maribor                 | Jugoslavia     | GS         |
| 19 gennaio 1986  | Oberstaufen             | Germania Ovest | GS         |
| 20 marzo 1986    | Waterville Valley       | Stati Uniti    | GS         |
| 6 dicembre 1986  | Waterville Valley       | Stati Uniti    | GS         |
| 17 dicembre 1986 | Courmayeur              | Italia         | SL         |
| 5 gennaio 1987   | Saalbach                | Austria        | GS         |
| 13 febbraio 1987 | Megève                  | Francia        | GS         |
| 14 febbraio 1987 | Saint-Gervais-les-Bains | Francia        | SL         |
| 22 marzo 1987    | Sarajevo                | Jugoslavia     | GS         |
| 5 gennaio 1988   | Tignes                  | Francia        | GS         |
| 24 gennaio 1988  | Bad Gastein             | Austria        | SL         |
| 28 novembre 1988 | Les Menuires            | Francia        | GS         |
| 16 dicembre 1988 | Altenmarkt im Pongau    | Austria        | SL         |
| 16 dicembre 1988 | Altenmarkt im Pongau    | Austria        | KB         |
| 18 dicembre 1988 | Val di Zoldo            | Italia         | GS         |
| 20 dicembre 1988 | Courmayeur              | Italia         | SL         |
| 3 gennaio 1989   | Maribor                 | Jugoslavia     | SL         |
| 6 gennaio 1989   | Schwarzenberg           | Austria        | GS         |
| 7 gennaio 1989   | Schwarzenberg           | Austria        | GS         |
| 8 gennaio 1989   | Mellau                  | Austria        | SL         |
| 15 gennaio 1989  | Grindelwald             | Svizzera       | SL         |
| 21 gennaio 1989  | Tignes                  | Francia        | GS         |
| 3 marzo 1989     | Furano                  | Giappone       | SL         |
| 8 marzo 1989     | Shigakōgen              | Giappone       | GS         |
| 10 marzo 1989    | Shigakōgen              | Giappone       | SL         |
| 25 novembre 1989 | Park City               | Stati Uniti    | SL         |
| 6 gennaio 1990   | Piancavallo             | Italia         | SL         |
| 9 gennaio 1990   | Hinterstoder            | Austria        | SL         |
| 21 gennaio 1990  | Maribor                 | Jugoslavia     | SL         |
| 18 marzo 1990    | Åre                     | Svezia         | SL         |
| 11 gennaio 1991  | Kranjska Gora           | Jugoslavia     | GS         |
| 11 marzo 1991    | Lake Louise             | Canada         | SL         |
| 17 marzo 1991    | Vail                    | Stati Uniti    | GS         |
| 30 novembre 1991 | Lech                    | Austria        | SL         |
| 8 dicembre 1991  | Santa Caterina Valfurva | Italia         | GS         |
| 5 gennaio 1992   | Oberstaufen             | Germania       | GS         |
| 18 gennaio 1992  | Maribor                 | Slovenia       | SL         |
| 29 febbraio 1992 | Narvik                  | Norvegia       | SL         |
| 6 gennaio 1993   | Maribor                 | Slovenia       | SL         |
| 17 gennaio 1993  | Cortina d'Ampezzo       | Italia         | SL         |
| 19 marzo 1993    | Vemdalen                | Svezia         | SL         |
| 28 marzo 1993    | Åre                     | Svezia         | SL         |
| 28 novembre 1993 | Santa Caterina Valfurva | Italia         | SL         |
| 19 dicembre 1993 | Sankt Anton am Arlberg  | Austria        | SL         |
| 9 gennaio 1994   | Altenmarkt im Pongau    | Austria        | SL         |
| 23 gennaio 1994  | Maribor                 | Slovenia       | SL         |
| 5 febbraio 1994  | Sierra Nevada           | Spagna         | SL         |
| 10 marzo 1994    | Mammoth Mountain        | Stati Uniti    | SL         |
| 20 marzo 1994    | Vail                    | Stati Uniti    | SL         |
| 27 novembre 1994 | Park City               | Stati Uniti    | SL         |
| 18 dicembre 1994 | Sestriere               | Italia         | SL         |
| 26 febbraio 1995 | Maribor                 | Slovenia       | SL         |
| 19 marzo 1995    | Bormio                  | Italia         | SL         |

Legenda:

GS = slalom gigante

SL = slalom speciale

KB = combinata

### Coppa Europa
- Miglior piazzamento in classifica generale: 3ª nel 1984[1]

### Campionati svizzeri
- 9 ori[9] (slalom gigante[senza fonte] nel 1987; slalom speciale[senza fonte] nel 1988; slalom gigante, slalom speciale[senza fonte] nel 1989; slalom gigante[senza fonte] nel 1991; slalom speciale[senza fonte] nel 1993; slalom gigante, slalom speciale[senza fonte] nel 1994; slalom speciale nel 1995)

## Statistiche

### Podi in Coppa del Mondo
| Stagione/Specialità | Discesa libera | Discesa libera | Discesa libera | Supergigante | Supergigante | Supergigante | Slalom gigante | Slalom gigante | Slalom gigante | Slalom speciale | Slalom speciale | Slalom speciale | Combinata | Combinata | Combinata | Podi totali |
| ------------------- | -------------- | -------------- | -------------- | ------------ | ------------ | ------------ | -------------- | -------------- | -------------- | --------------- | --------------- | --------------- | --------- | --------- | --------- | ----------- |
| Stagione/Specialità | 1º             | 2º             | 3º             | 1º           | 2º           | 3º           | 1º             | 2º             | 3º             | 1º              | 2º              | 3º              | 1º        | 2º        | 3º        | Podi totali |
| 1985                |                |                |                |              |              |              | 2              | 1              | 1              |                 |                 |                 |           |           |           | 4           |
| 1986                |                |                |                |              |              | 1            | 3              | 1              | 1              |                 |                 | 1               |           |           |           | 7           |
| 1987                |                |                |                |              |              | 1            | 4              | 1              | 1              | 2               | 1               |                 |           | 1         |           | 11          |
| 1988                |                |                |                |              |              |              | 1              | 2              |                | 1               | 2               | 1               |           | 1         |           | 8           |
| 1989                |                |                |                |              |              |              | 6              |                | 1              | 7               |                 |                 | 1         |           |           | 15          |
| 1990                |                |                |                |              |              |              |                |                | 1              | 5               |                 |                 |           |           |           | 6           |
| 1991                |                |                |                |              |              |              | 2              | 2              | 1              | 1               | 1               | 1               |           |           |           | 8           |
| 1992                |                |                |                |              |              |              | 2              | 1              | 1              | 3               | 2               |                 |           |           |           | 9           |
| 1993                |                |                |                |              |              |              |                |                | 2              | 4               |                 |                 |           |           |           | 6           |
| 1994                |                |                | 1              |              |              |              |                | 3              | 1              | 7               | 2               |                 |           | 1         |           | 15          |
| 1995                |                |                |                |              |              |              |                | 3              | 2              | 4               | 2               |                 |           | 1         |           | 12          |
| Totale              |                |                | 1              |              |              | 2            | 20             | 14             | 12             | 34              | 10              | 3               | 1         | 4         |           | 101         |
| Totale              | 1              | 1              | 1              | 2            | 2            | 2            | 46             | 46             | 46             | 47              | 47              | 47              | 5         | 5         | 5         | 101         |

## Riconoscimenti
- Sportiva svizzera del secolo[7]
- Sportiva svizzera dell'anno 1988, 1989, 1991, 1994, 1995[7]
- Sportiva mondiale dell'anno 1994[7]